# Дом офицеров
Дом офице́ров (сокр. ДО) — военное учреждение культуры, территориальный объект культуры и искусства Министерства обороны в военном округе (группе войск), на флоте и в гарнизоне вооружённых сил России, советского и современного периодов.
Дом офицеров может являться обособленным формированием Министерства обороны — войсковой частью и имеет условное (открытое) наименование воинского формирования, используемое с цифровым индексом (В/Ч №).
Во времена Красной Армии назывался: Дом красноармейца (ДК), Дом Красной Армии (ДКА), Дом Красной Армии и Флота (ДКАФ), Дом Флота (ДФ).
Не следует путать с Домом офицерского состава (ДОС) — термином для обозначения домов в военных городках, выделенных для проживания семей офицеров.
В Русской Императорской армии для офицеров нескольких частей войск (сил), управлений и заведений, имеющих офицерские собрания, на основании правил Положения 1884 года об офицерских собраниях (устраиваемых в отдельных частях), с разрешения командующих войсками в военных округах, квартирующих совместно (то есть в одном месте, гарнизон) учреждались военные собрания, для которых строились специальные здания.

## Типы
Существовали следующие дома офицеров в ВС СССР:
- центральный дом офицеров (ЦДО), известный как Центральный дом Красной Армии (ЦДКА, до 1951 года), Центральный дом Советской Армии (ЦДСА), в современное время Культурный центр Вооружённых Сил Российской Федерации;
- окружной дом офицеров (ОДО);
- групповой дом офицеров (ГДО), например группы Советских войск в Германии;
- дом офицеров флота (ДОФ);
- гарнизонный дом офицеров (ГарДО).

## Цели и задачи
Дом офицеров осуществляет культурно-воспитательную, методическую и досуговую деятельность. Дома офицеров объединены общностью основных задач и принципов деятельности и являются составной частью системы воспитания личного состава Вооружённых Сил.
Дом офицеров предназначен для осуществления культурной деятельности в целях удовлетворения духовных потребностей, воспитания, просвещения и организации культурного досуга военнослужащих и гражданского персонала Вооружённых Сил и членов их семей.

## Учредитель, организация, руководство
Учредителем Домов офицеров и офицерских клубов в современной России является Министерство обороны Российской Федерации (Минобороны России).
Организационная структура Домов офицеров и офицерских клубов определяется их штатным расписанием и утверждается в установленном порядке Генеральным штабом Вооружённых Сил. Во времена СССР дома офицеров подчинялись Главному политическому управлению МО СССР.
Деятельность Дома офицеров организуется на основе перспективных и текущих планов, которые разрабатываются с учётом задач обучения и воспитания личного состава воинских частей, их пожеланий и утверждаются заместителями командиров (начальников) по воспитательной работе.
Во времена СССР Начальник Гарнизонного Дома офицеров координировал свою работу с Политотделом частей и подчинялся непосредственно Начальнику политотдела части, дислоцированной в гарнизоне.
Непосредственную деятельность Домом офицеров на местах организует начальник Дома офицеров.

## Начальник Дома офицеров
Начальник Дома офицеров — старший офицер, как правило, в звании майора или подполковника (в редком случае — полковник) в Окружной ДО (Окружном доме офицеров, ОДО) или крупного гарнизона.
Начальник Дома офицеров отвечает за результаты деятельности Дома офицеров, состояние дисциплины, профессиональную подготовку подчиненных, сохранность и законное использование имущества и финансовых средств, соблюдение правил технической эксплуатации и пожарной безопасности зданий.
Начальник Дома офицеров обязан: оказывать постоянное содействие командирам, органам воспитательной работы, клубам, библиотекам воинских частей гарнизона в организации культурно-досуговой работы среди всего личного состава. По согласованию с командирами частей периодически организовывать для военнослужащих по месту их службы культурно-досуговые мероприятия; проводить мероприятия по повышению теоретической, специальной и методической подготовки клубных и библиотечных работников, руководителей художественной самодеятельности; руководить культурно-досуговыми советами или иными общественными органами Дома офицеров, заботиться о постоянном их привлечении к планированию подготовки и проведению культурно-досуговых мероприятий; организовывать учёт, эксплуатацию, сохранность и законное использование имущества, технических средств воспитания, библиотечных и художественных фондов; руководить работой библиотек, финансовой, хозяйственной деятельностью в соответствии с приказами Министра обороны России.
Кадры для ДО (первичная воинская профессия — начальник клуба) ранее готовило единственное в СССР Львовское военно-политическое училище. В большинстве случаев, начальник Дома офицеров имел среднее военное образование.

## Культурная деятельность ДО
Деятельность Дома офицеров, направленная на создание, сохранение, распространение и освоение культурных ценностей в различных формах и видах, является культурной деятельностью и имеет своими задачами:
- воспитание средствами культуры и искусства у военнослужащих высокой духовности и нравственных качеств, чувства гордости за своё Отечество, за историю России (СССР) и её Вооруженных Сил;
- содействие формами и методами культурно-досуговой работы формированию у военнослужащих и гражданского персонала Вооруженных Сил морально-психологической и военно-профессиональной готовности к успешному решению задач военной службы и выполнению требований воинской дисциплины;
- приобщение военнослужащих и гражданского персонала Вооруженных Сил, членов их семей к ценностям отечественной и мировой культуры, самодеятельному художественному творчеству;
- организацию культурного досуга военнослужащих в интересах поддержания на должном уровне их духовно-эмоционального и морально-психологического состояния.

## Штат, комплектация

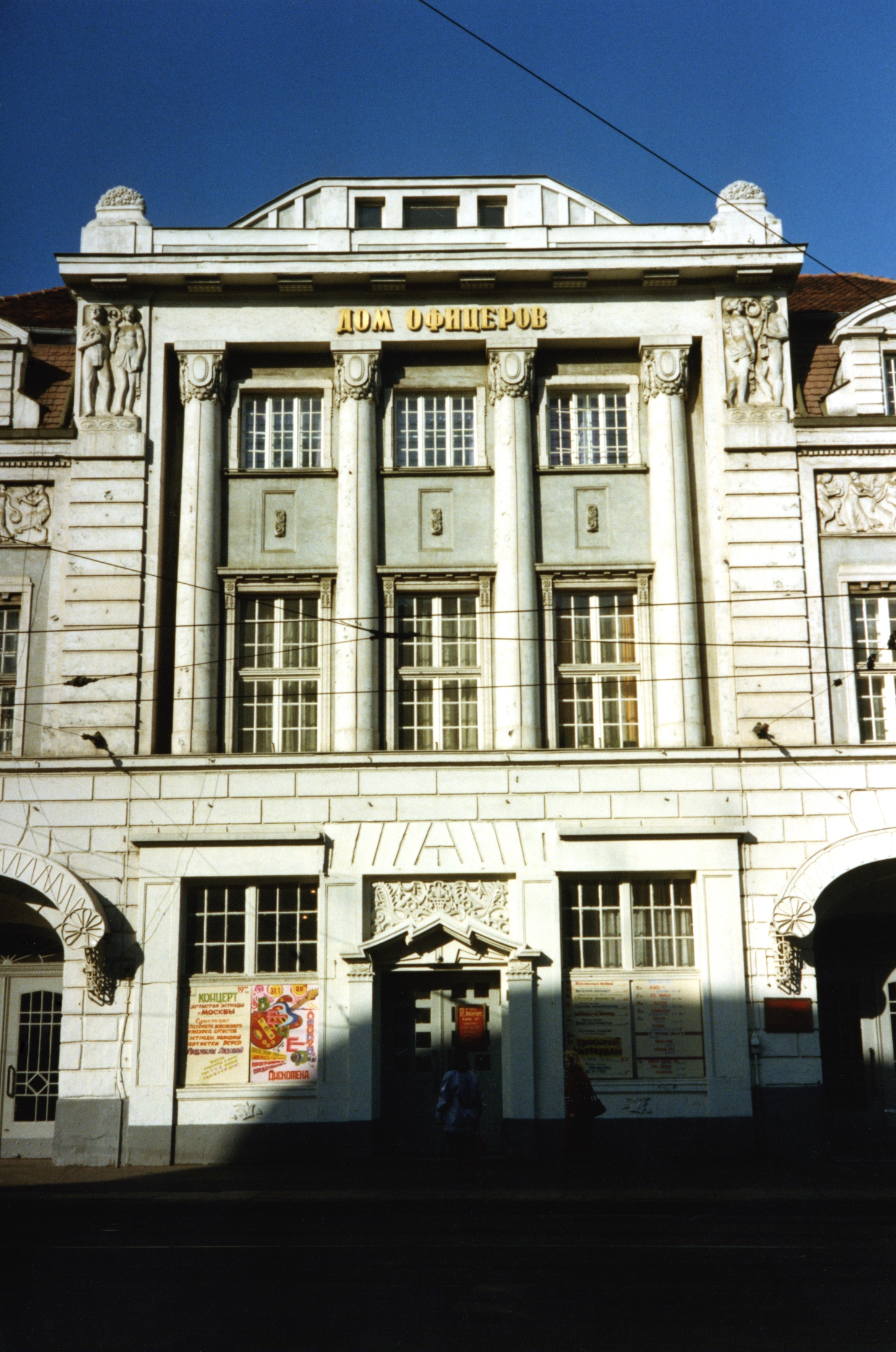
Гарнизонный Дом офицеров ГСВГ в Шверине (Германия).

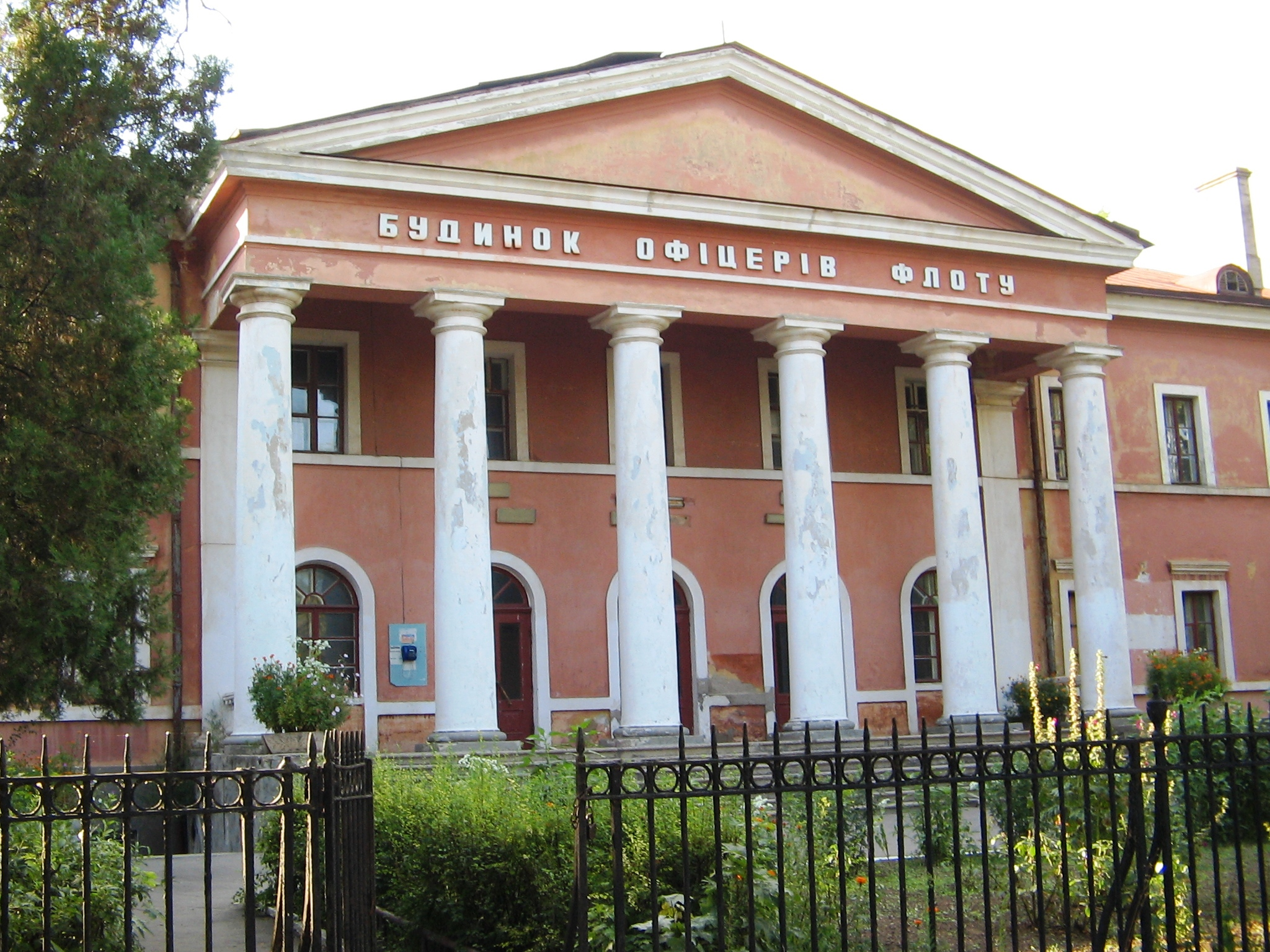
Дом офицеров флота в Николаеве.

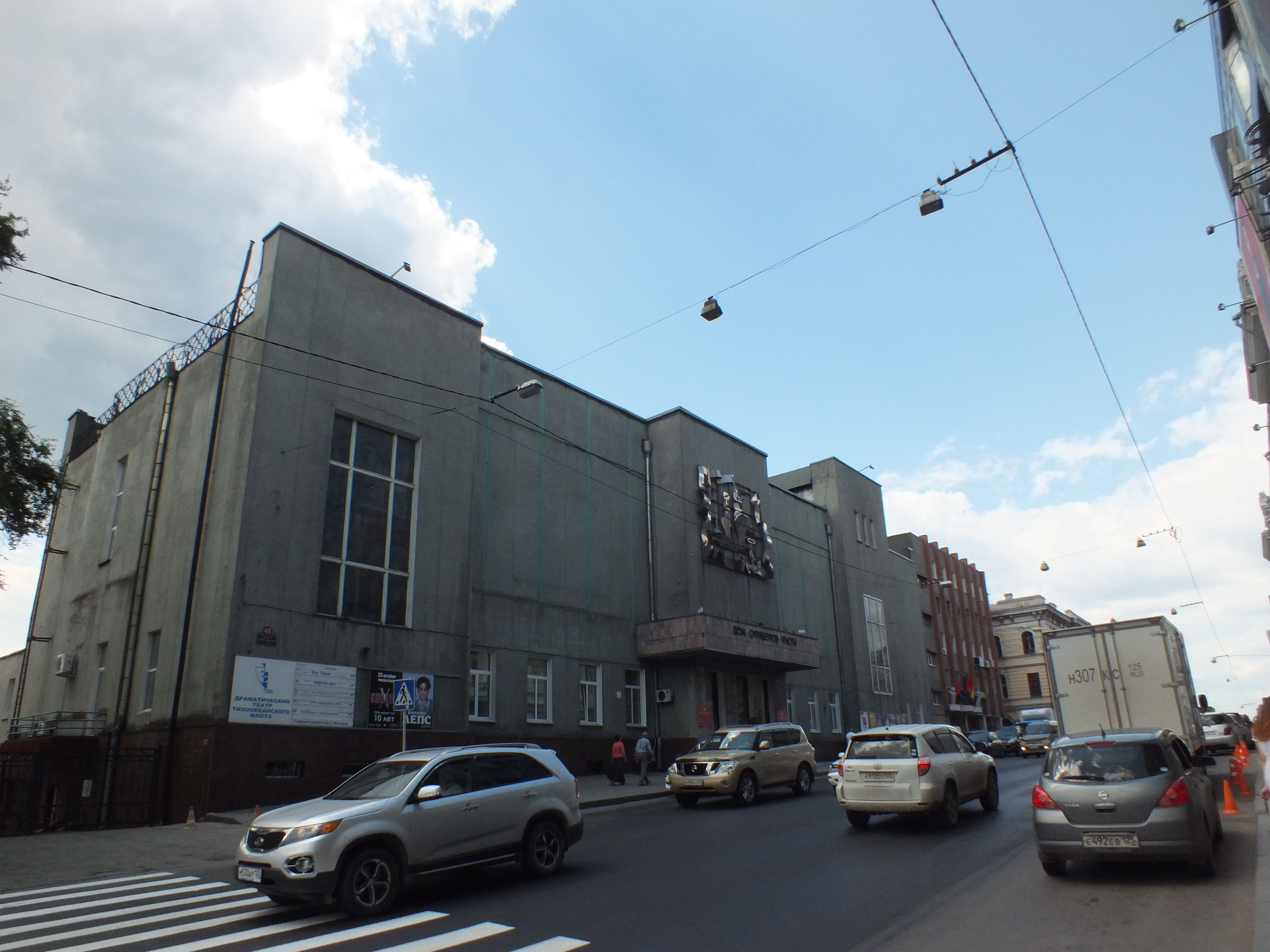
Дом офицеров Тихоокеанского флота ВМФ России во Владивостоке и Драматический театр Тихоокеанского флота.

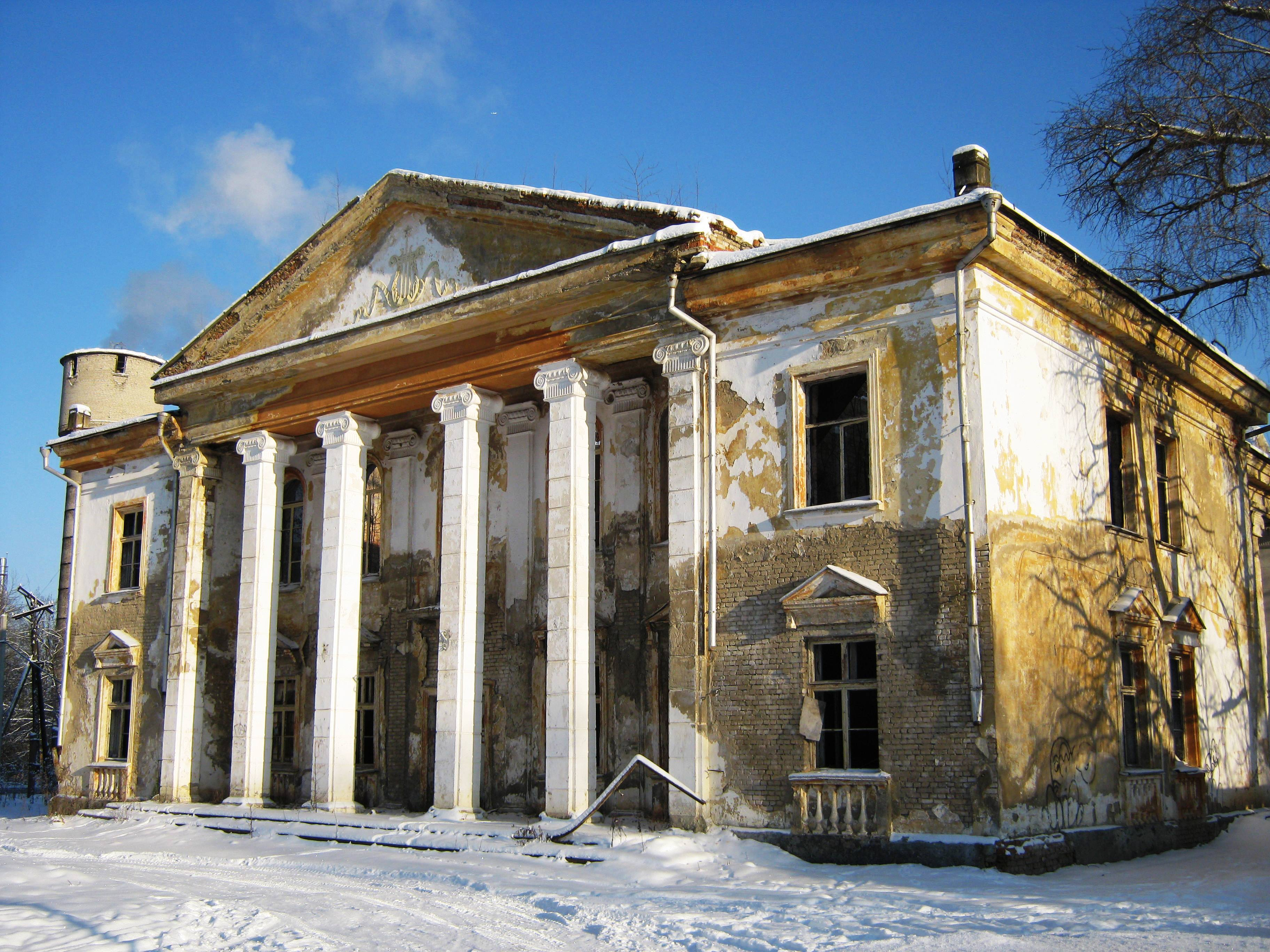
Дом офицеров в военном городке Часцы-1

Штат ДО состоит из военнослужащих — начальник ДО, его заместитель, военнослужащие срочной службы и гражданских лиц (т. н. вольнонаёмных). В небольших гарнизонах военнослужащие срочной службы, как правило прикомандированы к ДО от частей, расположенных в гарнизоне и могут выполнять хозяйственные работы.
В качестве вольнонаёмных, особенно в отдалённых гарнизонах, работают, как правило жёны офицеров или прапорщиков, служащих в гарнизоне.
Дом офицеров имеет: гардероб, фойе, концертный зал, библиотеку, кафе (ресторан), множество кружков и секций различной направленности.
При Доме офицеров существуют: вокально-инструментальный ансамбль и (или) духовой оркестр, театральная студия, хореографический ансамбль, спортивный (тренажёрный) зал, компьютерный класс.
В некоторых ДО размещался также телевизионный центр и мастерская по ремонту телевизионной аппаратуры.
Дом офицеров исполняет также функции кинотеатра и концертного зала.
Например, в Доме офицеров Уссурийского гарнизона работает Драматический театр Восточного военного округа.

## Расположение
Как правило, Дом офицеров располагается на одной из центральных улиц гарнизона. Архитектура здания зависит от года постройки и в целом напоминает дворец культуры, клуб или кинотеатр.

## ДО во времена СССР

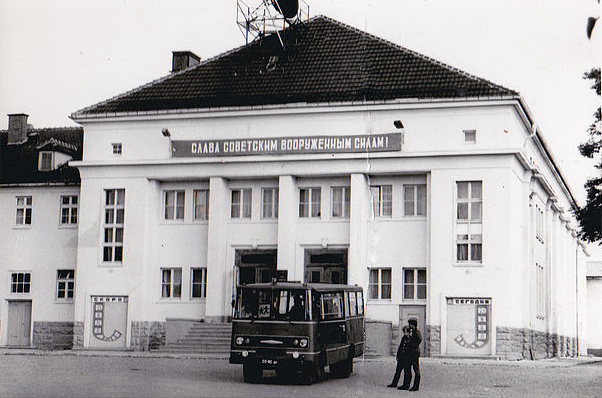
Гарнизонный дом офицеров 39-й гв. мсд в Ордруфе (ГСВГ), 1982 год.

Дом офицеров в ВС СССР — центр культурной жизни гарнизона. В ДО выступали известные артисты, приезжающие в гарнизон. Нет ни одной эстрадной звезды времён СССР, которая не выступала когда-либо в Доме офицеров.
Дома офицеров располагались во всех гарнизонах Вооруженных Сил СССР как внутри страны, так и за её пределами — везде, где находились Советские войска — Германии (ГСВГ), Польше, Чехословакии, Монголии и других.
В Домах офицеров начинали свою творческую деятельность, проходя службу в армии, такие артисты, как Лев Лещенко.
В Доме офицеров проводились партийные конференции для членов КПСС,  заседания партактива (при СССР), общегарнизонные собрания личного состава, различные лекции, траурные мероприятия по погибшем военнослужащим, итоговые доклады по результатам полугодия или другого отчётного периода, празднование Нового года, а также другие мероприятия в масштабе гарнизона.
В небольших отделённых гарнизонах функции ДО выполнял клуб части.

## ДО в современной России

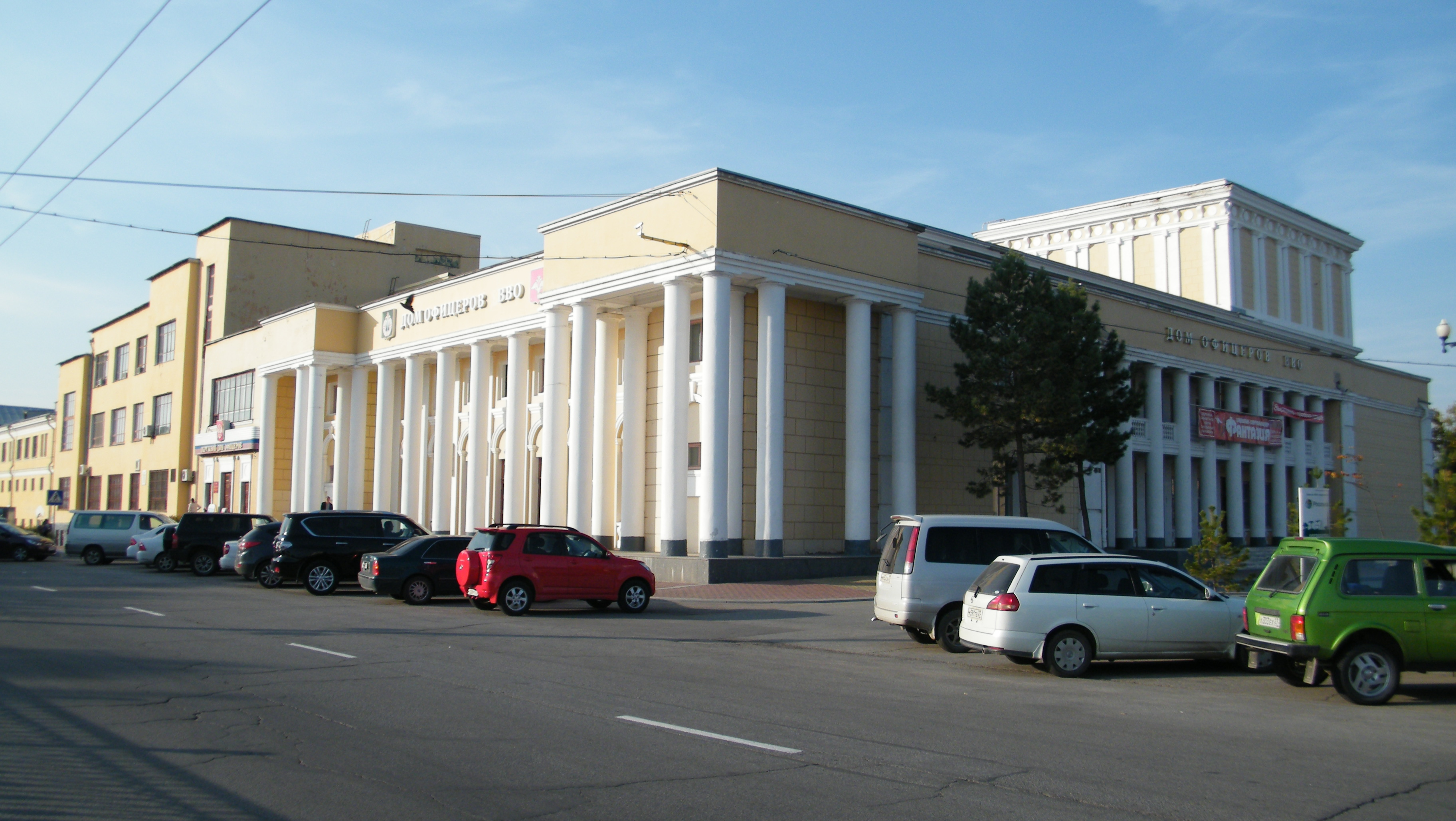
Окружной дом офицеров в Хабаровске.

После ряда реформ, которые проводились в Вооружённых силах России, многие Дома офицеров были акционированы и оказались в руках частных компаний. Большинство получило статус Федерального Государственного учреждения (ФГУ).
В 2001 году появился Приказ Министра обороны России № 840, «О ликвидации федеральных государственных учреждений культуры и искусства, находящихся в ведении Минобороны России» Приказ предписывает ликвидировать 32 военных учреждения культуры.
Многие из них в центрах городов — Москве, Воронеже, Твери, Туле, Нижнем Новгороде, Смоленске, Курске и других.
В связи с реформами первого десятилетия XXI века, оставшиеся Дома офицеров планировалось закрыть (ликвидировать). Командование гарнизонов как могло, сопротивлялось данному решению. В результате часть ДО поменяли статус, став «клубом части» или даже «межрайонным центром досуга и информирования МО РФ». В любом случае, с развалом СССР и весьма жалким финансированием очень много ДО, как в городах, так и в отдалённых гарнизонах к концу первого десятилетия XXI века представляли собой достаточно грустное зрелище.

## Окружной дом офицеров

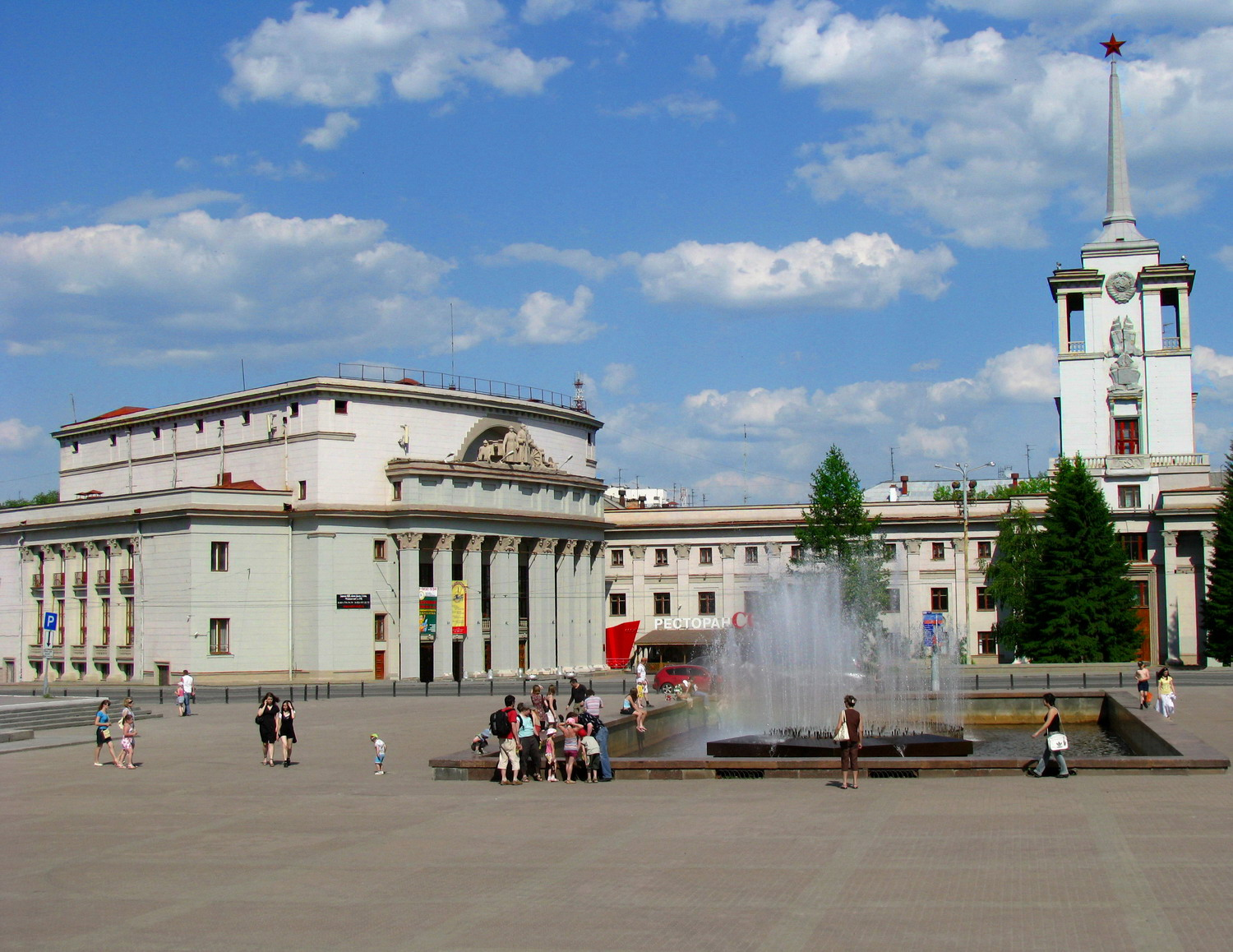
Окружной дом офицеров в Екатеринбурге

Окружной дом офицеров располагается в городе, где находился Штаб военного округа.
Во времена СССР в Москве располагался Дом офицеров Московского Военного Округа (Краснокурсантский 1-й проезд, 1/4), в Ленинграде — Ленинградского (Литейный просп., д. 20) и т. п.
На 1983 год таких Окружных Домов Офицеров было 16, по числу военных округов, существовавших в СССР.
В сегодняшней России (по состоянию на 2011 год) существует четыре окружных Дома офицеров:
- Западного военного Округа, (Санкт-Петербург);
- Южного военного округа, (Ростов-на-Дону);
- Центрального военного округа, (Екатеринбург), см. Окружной дом офицеров Центрального ВО;
- Восточного военного округа, (Хабаровск).

## Головное учреждение культуры армии

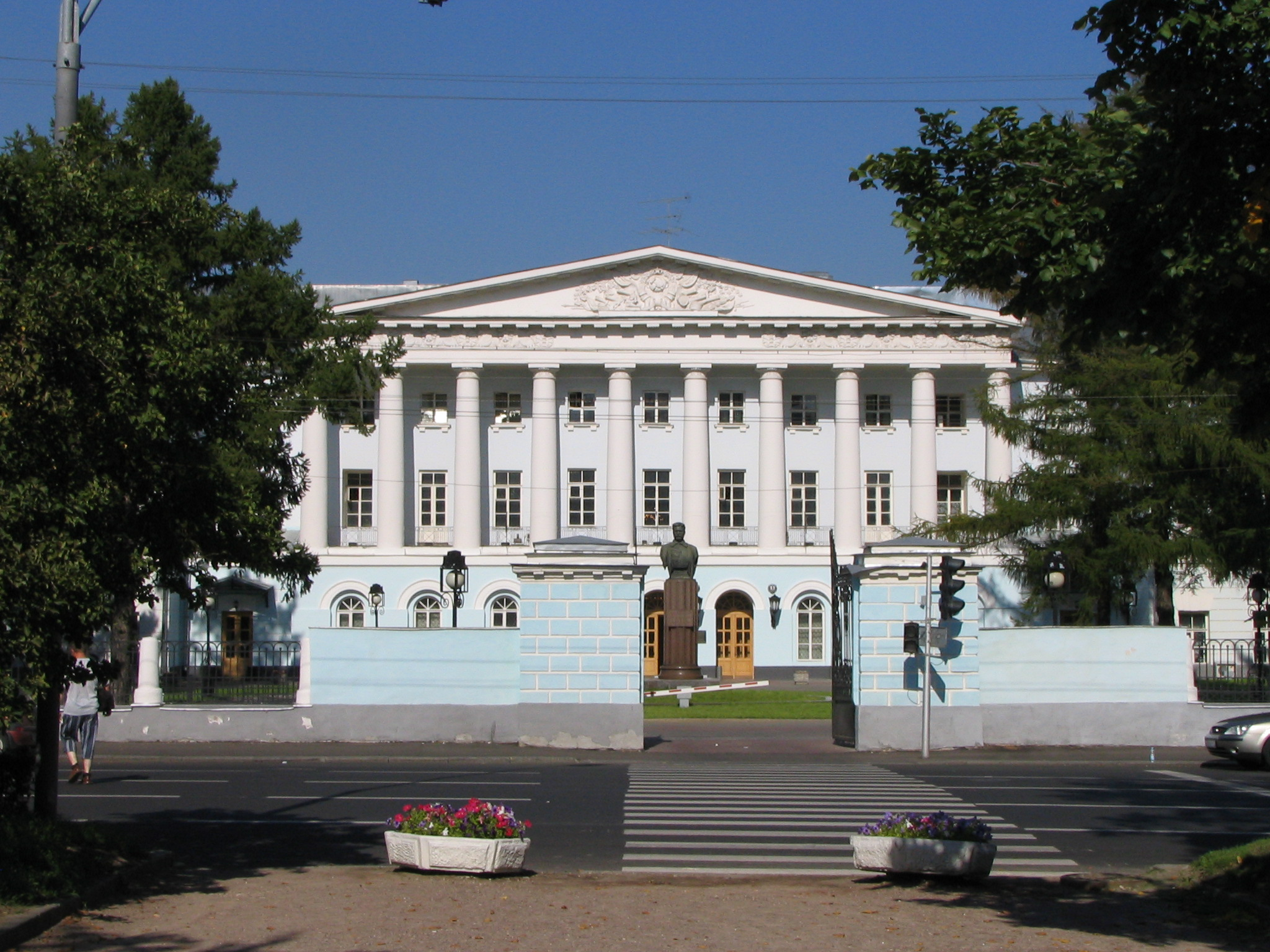
Здание Культурного центра ВС России.

Головным учреждением культуры РККА являлся Центральный Дом Красной Армии (ЦДКА), ВС СССР — Центральный Дом Советской Армии, ВС России — Центральный Дом Российской Армии.
В современной России головным учреждением культуры Вооруженных Сил России является «Культурный центр Вооружённых Сил Российской Федерации» имени М. В. Фрунзе. (Почтовый адрес: Москва, Суворовская площадь, дом № 2).
КЦ ВС России осуществляет координацию, методическую и консультационную поддержку всех гарнизонных и окружных Домов офицеров Армии, Авиации и Флота.
См. подробно: Культурный центр Вооружённых Сил Российской Федерации.

## Гарнизонные Дома офицеров Минобороны России

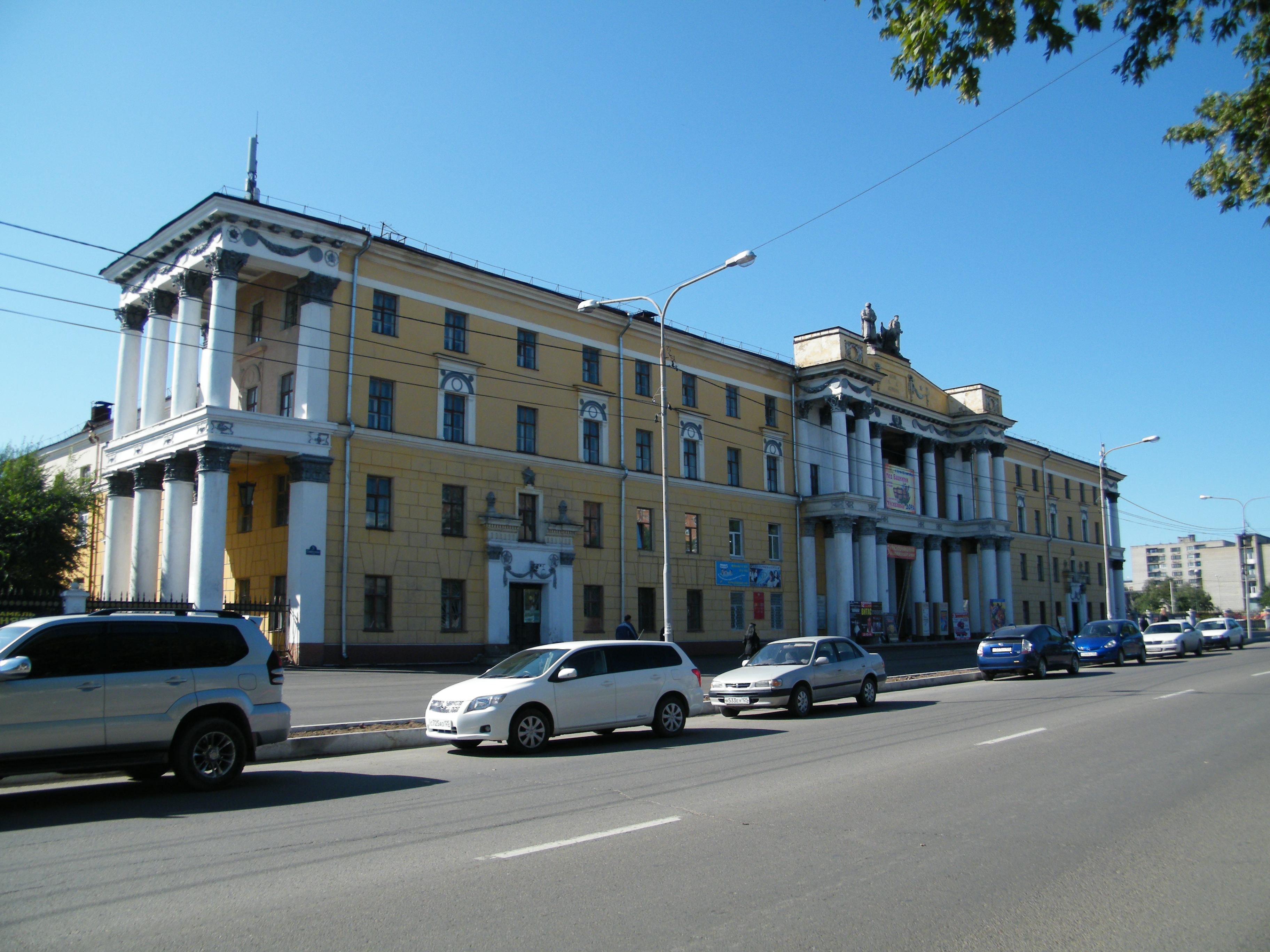
Дом офицеров Уссурийского гарнизона и Драматический театр Восточного военного округа.

Читать подробнее о Гарнизонных Домах офицеров на сайте Культура и Армия

## Интересные факты
В доме офицеров Уральского военного округа долгое время находилась небольшая экспозиция, посвященная действиям 4-й армии ПВО по сбитию первыми в мире американского шпионского самолёта У-2 Локхид, под управлением Пауэрса: обломки обшивки самолёта-шпиона, головная гарнитура, по которой был отдан приказ о стрельбе на поражение, макет ракеты, сбившей самолёт-нарушитель.